# Bretonnières
Bretonnières (toponimo francese) è un comune svizzero di 258 abitanti del Canton Vaud, nel distretto del Jura-Nord vaudois.

## Monumenti e luoghi d'interesse

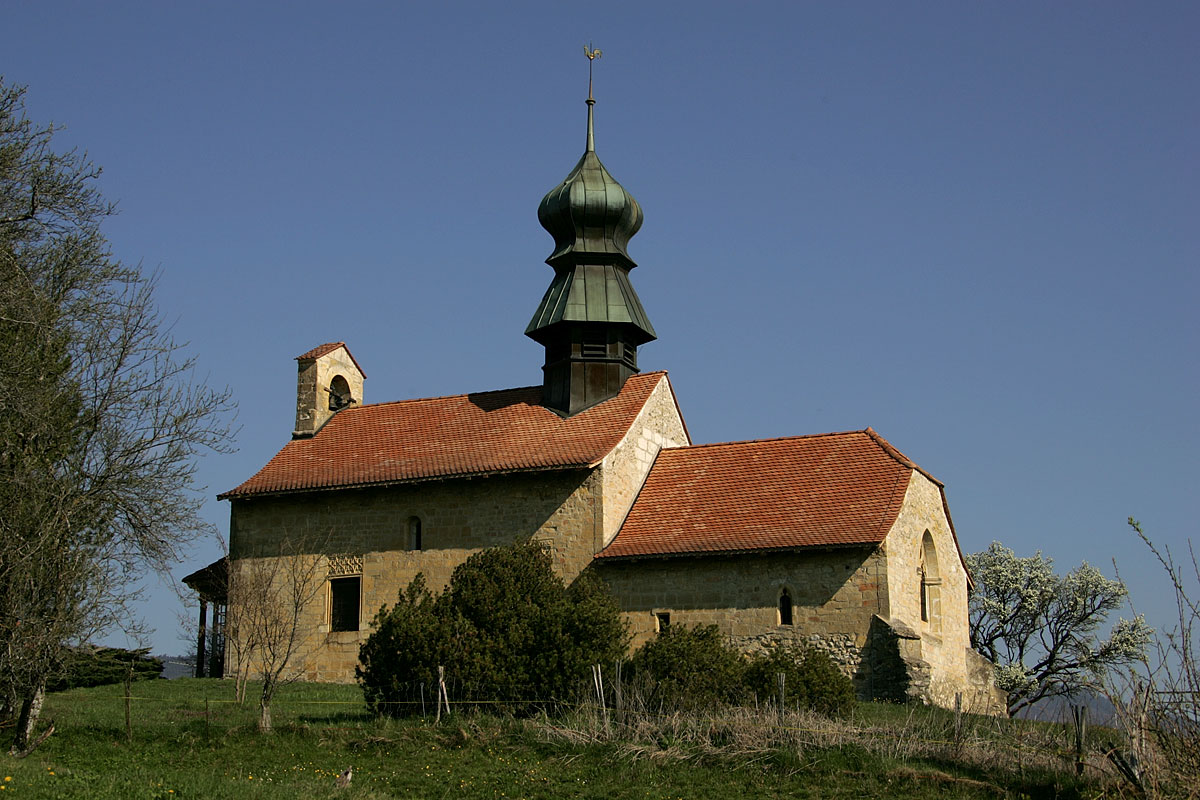
La chiesa riformata

- Chiesa riformata, eretta nell'XI-XII secolo[1].

## Società

### Evoluzione demografica
L'evoluzione demografica è riportata nella seguente tabella:
Abitanti censiti

## Infrastrutture e trasporti

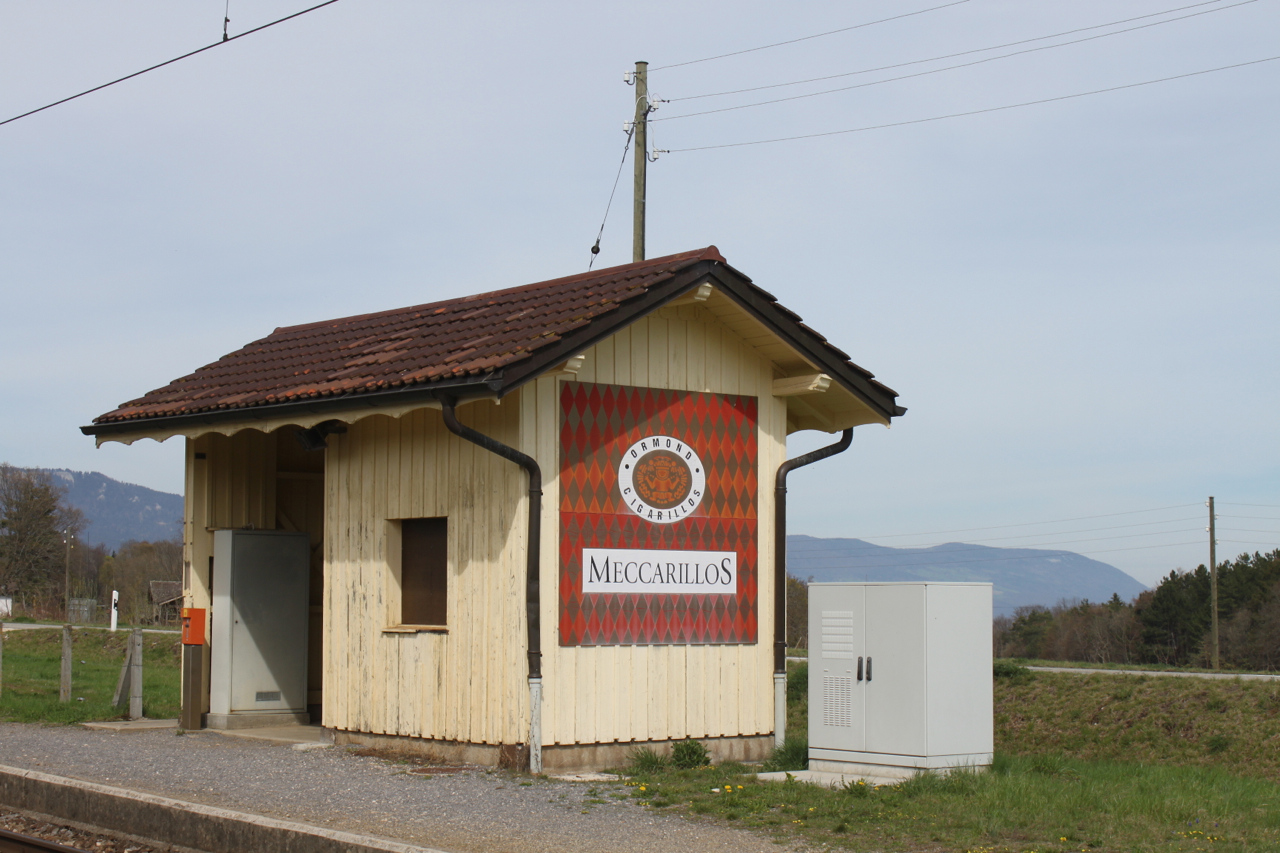
La stazione di Bretonnières

Bretonnières è servito dall'omonima stazione, sulla ferrovia Losanna-Vallorbe.

## Amministrazione
Ogni famiglia originaria del luogo fa parte del cosiddetto comune patriziale e ha la responsabilità della manutenzione di ogni bene ricadente all'interno dei confini del comune.